# Yasuhikotakia pulchripinnis
Yasuhikotakia pulchripinnis és una espècie de peix de la família dels cobítids i de l'ordre dels cipriniformes.

## Hàbitat i distribució geogràfica
Viu a l'Àsia Sud-oriental.